# Strigamia sacolinensis
Strigamia sacolinensis är en mångfotingart som först beskrevs av Frederik Vilhelm August Meinert 1870.  Strigamia sacolinensis ingår i släktet Strigamia och familjen spoljordkrypare. Inga underarter finns listade i Catalogue of Life.